# 日世

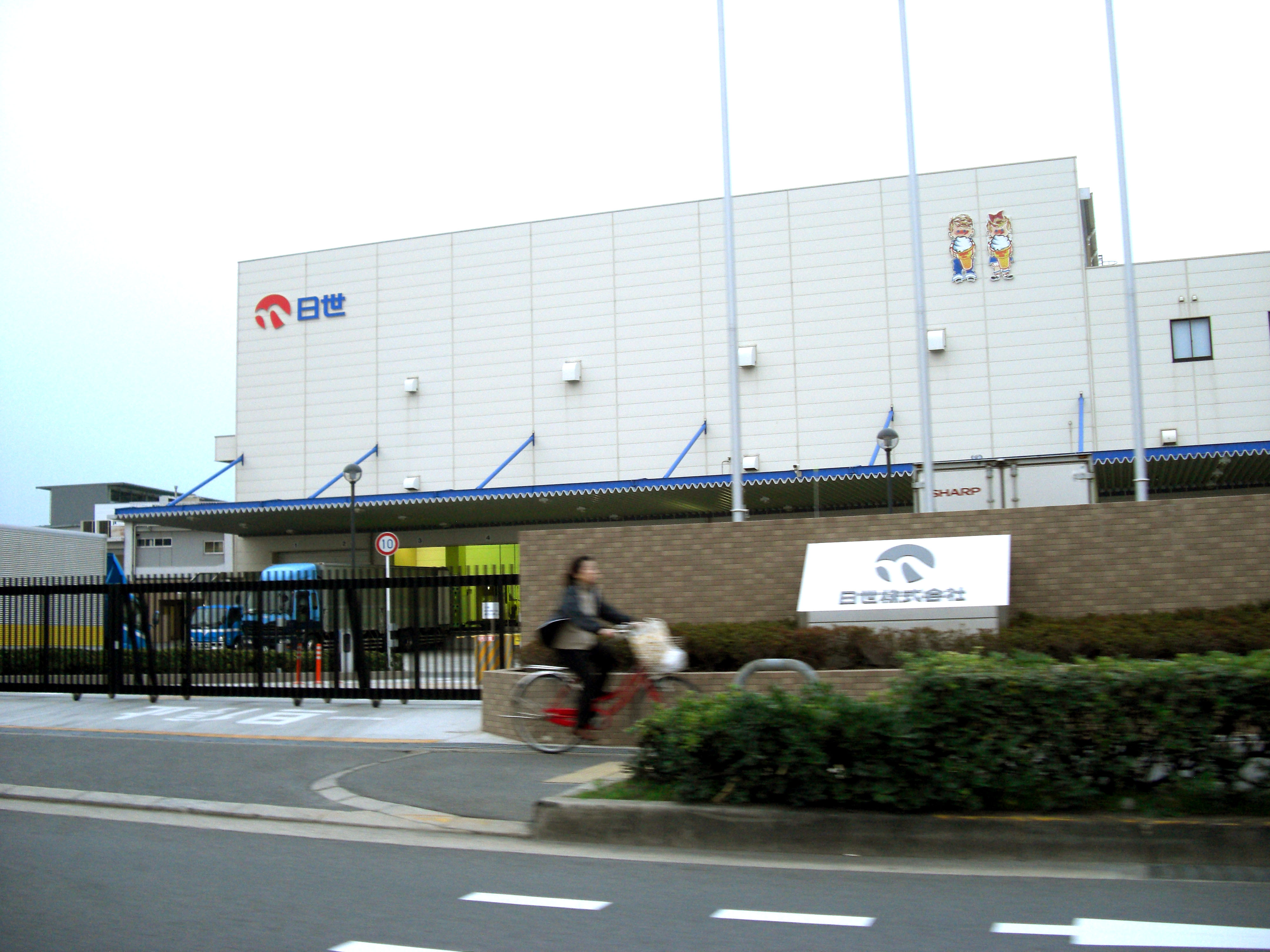
日世株式会社 本社（大阪府茨木市）

日世株式会社（にっせい、NISSEI Co.,Ltd.）は、大阪府茨木市に本社を置くソフトクリームミックスやアイスクリーム・コーンなどソフトクリームに関連する製品や機械などの製造販売を行う企業である。

## 会社概要
ソフトクリームミックスを中心に、アイスクリームコーンやトッピング用のフルーツソースなどの食品や、ソフトクリームサーバーなどの機械の製造・販売を主とする。ソフトクリームに関連するソフトクリームミックス・コーン商材及びフリーザー等の什器販売の総合メーカーであり、国内トップシェアを誇るガリバー企業である。また、大手製菓業・アイスクリームメーカー・ファーストフーズ及びコンビニエンスストア等へのOEM商品の供給も手掛ける。そのほか直営店として、大阪・阪急三番街と東京・渋谷に「シルクレーム」 を経営している。キッザニア東京、キッザニア甲子園のオフィシャルスポンサー企業でもある。

## 事業所
- 本社：大阪府茨木市宇野辺1丁目1番47号
- 東京支店：東京都品川区荏原1丁目21番4号
- 東松山工場：埼玉県東松山市坂東山3（東松山葛袋産業団地内）
- 南アルプス工場：山梨県南アルプス市宮沢445-1（甲西工業団地内）
- びわ湖工場：滋賀県犬上郡多賀町大字四手字諏訪510-7
- 高槻工場：大阪府高槻市萩之庄3丁目2-11

## 沿革
- 1947年（昭和22年）5月 - 株式会社二世商会設立
- 1948年（昭和23年）7月 - 東京出張所（現・東京支店）開設
- 1951年（昭和26年）7月 - ソフトクリームを初めて日本に紹介[3]
- 1952年（昭和27年）4月 - 日世株式会社に社名変更
- 1953年（昭和28年）3月 - 大阪工場開設（大阪市天王寺区）。アイスクリーム・コーンの日本国内製造を開始する[3]。
- 1962年（昭和37年）5月 - 大阪工場移設（大阪府茨木市）
- 1972年（昭和47年）6月 - 「日世メリーランドカップ株式会社」設立
- 1975年（昭和50年）10月 - 札幌駐在所（現・札幌営業所）開設
- 1976年（昭和51年）4月 - CIS発足“ソフトコミュニケーションで世界を結ぶ日世”
- 1977年（昭和52年）1月 - 東京工場移設（神奈川県綾瀬市）
- 1979年（昭和54年）4月 - ポーションパックタイプのコーヒーフレッシュ発売
- 1983年（昭和58年）3月 - 甲府工場（現・南アルプス工場）開設（山梨県南アルプス市）
- 1985年（昭和60年）8月 - スヌーピー商標権取得
- 1987年（昭和62年）3月 - 枚方工場開設（大阪府枚方市）
- 1999年（平成11年）2月 - びわ湖工場竣工（滋賀県犬上郡多賀町）
- 2000年（平成12年）3月 - 日世東京ビル竣工（東京都品川区）
- 2011年（平成23年）10月 - 南アルプス工場開設（山梨県南アルプス市）、甲府工場を南アルプス工場に統合
- 2012年（平成24年）5月 - 南アルプス工場竣工（山梨県南アルプス市）
- 2013年（平成25年）4月 - 南アルプス市櫛形総合公園陸上競技場の命名権を取得し、「日世 南アルプススタジアム」と命名
- 2015年（平成27年）7月 - 東松山工場竣工（埼玉県東松山市）
- 2017年（平成29年）3月 - 東松山工場へ業務移転のため、枚方工場工場閉鎖（大阪府枚方市）

## テレビ番組
- 日経スペシャル カンブリア宮殿 唯一無二！ソフトクリームの王者 強さの秘密（2018年9月6日、テレビ東京）[4]